# Choutuppal
Choutuppal è una suddivisione dell'India, classificata come census town, di 14.071 abitanti, situata nel distretto di Nalgonda, nello stato federato del Telangana. In base al numero di abitanti la città rientra nella classe IV (da 10.000 a 19.999 persone).

## Società

### Evoluzione demografica
Al censimento del 2001 la popolazione di Choutuppal assommava a 14.071 persone, delle quali 7.041 maschi e 7.030 femmine. I bambini di età inferiore o uguale ai sei anni assommavano a 2.067, dei quali 1.045 maschi e 1.022 femmine. Infine, coloro che erano in grado di saper almeno leggere e scrivere erano 9.178, dei quali 5.110 maschi e 4.068 femmine.